# 安东尼奥·罗西
安东尼奥·罗西（義大利語：Antonio Rossi，1968年12月19日—），意大利男子皮划艇运动员。他曾代表意大利参加1992年、1996年、2000年、2004年和2008年夏季奥林匹克运动会皮划艇比赛。